# Bulbophyllum humile
Bulbophyllum humile är en orkidéart som beskrevs av Rudolf Schlechter. Bulbophyllum humile ingår i släktet Bulbophyllum och familjen orkidéer. Inga underarter finns listade i Catalogue of Life.